# Дейв Ренделл
Дейв Ренделл (англ. Dave Randall; нар. 8 травня 1967) — колишній американський тенісист.
Найвищу одиночну позицію світового рейтингу — 155 місце досяг 12 липня, 1993, парну — 39 місце — 7 лютого, 1994 року.
Здобув 3 парні титули.
Найвищим досягненням на турнірах Великого шолома був чвертьфінал в парному розряді.

## Фінали за кар'єру

### Парний розряд (3–8)
| Результат | W/L  | Дата | Турнір                | Покриття   | Партнер         | Суперники                             | Рахунок       |
| --------- | ---- | ---- | --------------------- | ---------- | --------------- | ------------------------------------- | ------------- |
| Перемога  | 1–0  | 1992 | Скоттсдейл, США       | Тверде     | Марк Кейл       | Кент Кіннієр Свен Салумаа             | 4–6, 6–1, 6–2 |
| Поразка   | 1–1  | 1992 | Атланта, США          | Ґрунт      | Марк Кейл       | Стів Девріє Девід Макферсон           | 3–6, 3–6      |
| Перемога  | 2–1  | 1993 | Скоттсдейл, США       | Тверде     | Марк Кейл       | Люк Єнсен Сендон Столл                | 7–5, 6–4      |
| Поразка   | 2–2  | 1993 | Базель, Швейцарія     | Тверде (i) | Бред Пірс       | Байрон Блек Джонатан Старк (тенісист) | 6–3, 5–7, 3–6 |
| Поразка   | 2–3  | 1995 | Тулуза, Франція       | Тверде (i) | Грег Ван Ембург | Йонас Бйоркман Джон-Лаффньє де Ягер   | 6–7, 6–7      |
| Поразка   | 2–4. | 1996 | Джакарта, Індонезія   | Тверде     | Кент Кіннієр    | Рік Ліч Скотт Мелвілл                 | 1–6, 6–2, 1–6 |
| Поразка   | 2–5  | 1996 | Гонконг               | Тверде     | Кент Кіннієр    | Патрік Гелбрайт Андрій Ольховський    | 3–6, 7–6, 6–7 |
| Перемога  | 3–5  | 1997 | Корал-Спрінгс, США    | Ґрунт      | Грег Ван Ембург | Люк Єнсен Мерфі Єнсен                 | 6–7, 6–2, 7–6 |
| Поразка   | 3–6  | 1997 | Болонья, Італія       | Ґрунт      | Джек Вейт       | Густаво Куертен Фернандо Мелігені     | 2–6, 5–7      |
| Поразка   | 3–7  | 1997 | Бостон, США           | Тверде     | Джек Вейт       | Якко Елтінг Паул Гаргейс              | 4–6, 2–6      |
| Поразка   | 3–8  | 1998 | Connecticut Open, США | Тверде     | Брендон Коуп    | Хуліан Алонсо Хав'єр Санчес           | 4–6, 4–6      |